# Nazionale femminile di calcio della Germania
La Nazionale femminile di calcio della Germania (in tedesco Deutsche Fußballnationalmannschaft der Frauen, ˈdɔɪ̯tʃə fuːsbalnatsi̯oˈnaːlˈmanʃaft der ˈfʀaʊ̯ən) è la rappresentativa calcistica femminile internazionale della Germania, gestita dalla locale federazione calcistica (DFB). In base alla classifica emessa dalla FIFA il 12 giugno 2025, la nazionale femminile occupa il 3º posto del FIFA/Coca-Cola Women's World Ranking.
Come membro dell'UEFA partecipa a vari tornei di calcio internazionali, come al Campionato mondiale FIFA, Campionato europeo UEFA, ai Giochi olimpici estivi e all'Algarve Cup. La sua prima partita ufficiale ha avuto luogo nel 1982.

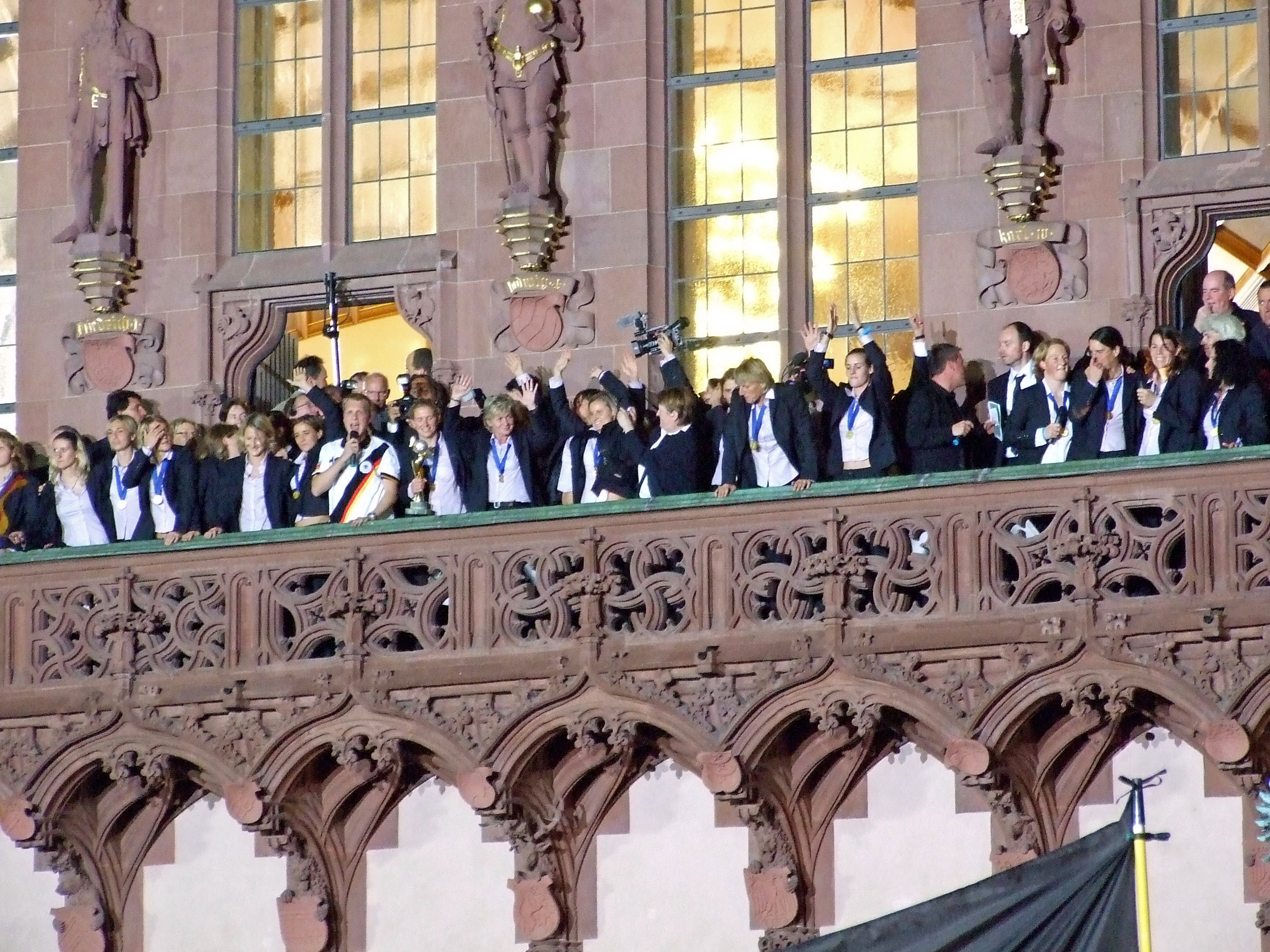
La nazionale tedesca festeggia a Francoforte sul Meno la vittoria del campionato mondiale 2007.

La squadra tedesca è una delle rappresentative calcistiche maggiormente titolate nella storia del calcio femminile. Due volte vincitrice del campionato mondiale (2003 e 2007) (seconda nazionale più titolata dopo gli Stati Uniti), fa della Germania una delle uniche due nazioni (insieme alla Spagna) ad aver vinto il titolo mondiale in entrambe le categorie, maschile e femminile. Dopo quella statunitense la nazionale tedesca è la seconda anche per numero di piazzamenti tra le prime quattro nel campionato mondiale femminile e per numero di finali e di partite disputate. Ha vinto inoltre otto edizioni dei campionati europei, sei delle quali consecutive (in questo caso è una delle due nazionali, insieme ai Paesi Bassi, ad avere vinto il titolo continentale sia nella categoria maschile che in quella femminile), un'Olimpiade (nel 2016) e quattro Algarve Cup.

## Partecipazione ai tornei internazionali
Legenda: Grassetto: Risultato migliore, Corsivo: Mancate partecipazioni

## Statistiche dettagliate sui tornei internazionali

### Campionato mondiale
| Edizione                      | Piazzamento finale | G  | V  | N | P  | GF  | GS |
| ----------------------------- | ------------------ | -- | -- | - | -- | --- | -- |
| Cina 1991                     | 4º posto           | 6  | 4  | 0 | 2  | 13  | 10 |
| Svezia 1995                   | 2º posto           | 6  | 4  | 0 | 2  | 13  | 6  |
| Stati Uniti 1999              | Quarti di finale   | 4  | 1  | 2 | 1  | 12  | 7  |
| Stati Uniti 2003              | Campione           | 6  | 6  | 0 | 0  | 25  | 4  |
| Cina 2007                     | Campione           | 6  | 5  | 1 | 0  | 21  | 0  |
| Germania 2011                 | Quarti di finale   | 4  | 3  | 0 | 1  | 7   | 4  |
| Canada 2015                   | 4º posto           | 7  | 3  | 2 | 2  | 20  | 3  |
| Francia 2019                  | Quarti di finale   | 5  | 4  | 0 | 1  | 10  | 2  |
| Australia/ Nuova Zelanda 2023 | Fase a gironi      | 3  | 1  | 1 | 1  | 8   | 3  |
| Totale                        | 9/9                | 47 | 31 | 6 | 10 | 129 | 39 |

*il contorno rosso indica che la nazionale coincide con il paese ospitante

## Palmarès
- Campionato mondiale: 2  (record europeo)

Stati Uniti 2003, Cina 2007
- Campionato d'Europa: 8  (di cui 1 come Germania Ovest) (record)

Germania Ovest 1989, Danimarca 1991, Germania 1995, Norvegia e Svezia 1997, Germania 2001, Inghilterra 2005, Finlandia 2009, Svezia 2013
- Oro olimpico: 1  (record europeo condiviso con la Norvegia)

Rio de Janeiro 2016
- Bronzo olimpico: 4

Sydney 2000, Atene 2004, Pechino 2008, Parigi 2024
- Algarve Cup: 4

2006, 2012, 2014, 2020

## Selezionatori
- 1982-1996:  Gero Bisanz
- 1996-2005:  Tina Theune-Meyer
- 2005-2016:  Silvia Neid
- 2016-2018:  Steffi Jones
- 2018:  Horst Hrubesch (ad interim da marzo a settembre)
- 2018-2023:  Martina Voss-Tecklenburg[2]
- 2023-2024:  Horst Hrubesch
- 2024-:  Christian Wück

## Tutte le rose

### Campionato mondiale
Coppa del Mondo FIFA 19911 Isbert, 2 Unsleber, 3 Austermühl, 4 Nardenbach, 5 Fitschen, 6 Kuhlmann, 7 Voss-Tecklenburg, 8 Wiegmann, 9 Mohr, 10 Neid, 11 Wendt, 12 Walther, 13 Bindl, 14 Damm, 15 Paul, 16 Gottschlich, 17 Hengst, 18 Kubat, CT: Bisanz
Coppa del Mondo FIFA 19951 Goller, 2 Bernhard, 3 Austermühl, 4 Pohlmann, 5 Lohn, 6 Meinert, 7 Voss, 8 Wiegmann, 9 Mohr, 10 Neid, 11 Brocker, 12 Kraus, 13 Hoffmann, 14 Minnert, 15 Klein, 16 Prinz, 17 T. Wunderlich, 18 P. Wunderlich, 19 Smisek, 20 Francke, CT: Bisanz
Coppa del Mondo FIFA 19991 Rottenberg, 2 Stegemann, 3 Hingst, 4 Jones, 5 Fitschen, 6 Hoffmann, 7 Voss, 8 Smisek, 9 Prinz, 10 Wiegmann, 11 Meinert, 12 Müller, 13 Minnert, 14 T. Wunderlich, 15 Angerer, 16 Lingor, 17 P. Wunderlich, 18 Grings, 19 Brandebusemeyer, 20 Meyer, CT: Theune-Meyer
Coppa del Mondo FIFA 20031 Rottenberg, 2 Stegemann, 3 Bresonik, 4 Künzer, 5 Jones, 6 Lingor, 7 Wunderlich, 8 Smisek, 9 Prinz, 10 Wiegmann, 11 Müller, 12 Fuss, 13 Minnert, 14 Meinert, 15 Angerer, 16 Odebrecht, 17 Hingst, 18 Garefrekes, 19 Gottschlich, 20 Pohlers, CT: Theune-Meyer
Coppa del Mondo FIFA 20071 Angerer, 2 Stegemann, 3 Bartusiak, 4 Peter, 5 Krahn, 6 Bresonik, 7 Behringer, 8 Smisek, 9 Prinz, 10 Lingor, 11 Mittag, 12 Holl, 13 Minnert, 14 Laudehr, 15 Fuss, 16 Müller, 17 Hingst, 18 Garefrekes, 19 Bajramaj, 20 Wimbersky, 21 Rottenberg, CT: Neid
Campionato mondiale FIFA 20111 Angerer, 2 Schmidt, 3 Bartusiak, 4 Peter, 5 Krahn, 6 Laudehr, 7 Behringer, 8 Grings, 9 Prinz, 10 Bresonik, 11 Popp, 12 Holl, 13 Okoyino da Mbabi, 14 Kulig, 15 Faißt, 16 Müller, 17 Hingst, 18 Garefrekes, 19 Bajramaj, 20 Goeßling, 21 Schult, CT: Neid
Coppa del Mondo FIFA 20151 Angerer, 2 Schmidt, 3 Bartusiak, 4 Maier, 5 Krahn, 6 Laudehr, 7 Behringer, 8 Bremer, 9 Lotzen, 10 Marozsán, 11 Mittag, 12 Schult, 13 Šašić, 14 Peter, 15 Cramer, 16 Leupolz, 17 Henning, 18 Popp, 19 Petermann, 20 Goeßling, 21 Benkarth, 22 Kemme, 23 Däbritz, CT: Neid
Coppa del Mondo FIFA 20191 Schult, 2 Simon, 3 Hendrich, 4 Maier, 5 Hegering, 6 Oberdorf, 7 Schüller, 8 Goeßling, 9 Huth, 10 Marozsán, 11 Popp, 12 Benkarth, 13 Däbritz, 14 Elsig, 15 Gwinn, 16 Dallmann, 17 Schweers, 18 Leupolz, 19 Bühl, 20 Magull, 21 Frohms, 22 Knaak, 23 Doorsoun, CT: Voss-Tecklenburg
Coppa del Mondo FIFA 20231 Frohms, 2 Hagel, 3 Hendrich, 4 Kleinherne, 5 Hegering, 6 Oberdorf, 7 Schüller, 8 Lohmann, 9 Huth, 10 Freigang, 11 Popp, 12 Berger, 13 Däbritz, 14 Lattwein, 15 Nüsken, 16 Anyomi, 17 Rauch, 18 Leupolz, 19 Bühl, 20 Magull, 21 Johannes, 22 Brand, 23 Doorsoun, CT: Voss-Tecklenburg

### Campionato europeo
Campionato d'Europa UEFA 1989P Isbert, P Walther, D Bindl, D Haberlaß, D Kuhlmann, D Landers, D Nardenbach, D Raith, D Unsleber, C Damm, C Fehrmann, C Fitschen, C Lohn, C Sonn, C Voss, A Krause, A Mohr, A Neid, CT: Bisanz
Campionato d'Europa UEFA 1991P Isbert, D Bindl, D Kuhlmann, D Nardenbach, D Raith, D Uebelhör, D Unsleber, C Brück, C Damm, C Fitschen, C Hengst, C Lohn, C Voss, C Wiegmann, A Bornschein, A Gottschlich, A Mohr, A Neid, CT: Bisanz
Campionato d'Europa UEFA 1993P Goller, P Rottenberg, P Walther, D Austermühl, D Bernhard, D Nardenbach, D Pohlmann, D Schultealbert, D Unsleber, C Brück, C Fitschen, C Jones, C Voss, C Wiegmann, A Bornschein, A Brocker, A Gottschlich, A Kubat, A Meinert, A Mohr, A Neid, CT: Bisanz
Campionato d'Europa UEFA 1995P Goller, P Walther, D Austermühl, D Bernhard, D Minnert, D Nardenbach, D Pohlmann, C Fitschen, C Lohn, C Voss, C Wiegmann, C Wunderlich, A Bornschein, A Brocker, A Meinert, A Mohr, A Neid, A Prinz, CT: Bisanz
Campionato d'Europa UEFA 19971 Rottenberg, 2 Stegemann, 3 Minnert, 4 Jones, 5 Fitschen, 6 Wunderlich, 7 Müller, 8 Wiegmann, 9 Prinz, 10 Voss, 11 Meinert, 12 Angerer, 13 Klein, 14 Hoffmann, 15 Fuss, 16 Von Lanken, 17 Hingst, 18 Smisek, 19 Beeken, 20 Meyer, 21 Künzer, 22 Grings, CT: Theune-Meyer
Campionato d'Europa UEFA 20011 Rottenberg, 2 Stegemann, 3 Bresonik, 4 Jones, 5 Fitschen, 6 Meinert, 7 P. Wunderlich, 8 Smisek, 9 Prinz, 10 Wiegmann, 11 M. Müller, 12 C. Müller, 13 Minnert, 14 Wilder, 15 Omilade, 16 Lingor, 17 Hingst, 18 Wimbersky, 19 T. Wunderlich, 20 Angerer, CT: Theune-Meyer
Campionato d'Europa UEFA 20051 Rottenberg, 2 Stegemann, 3 Fuss, 4 Jones, 5 Günther, 6 Grings, 7 Wunderlich, 8 Smisek, 9 Prinz, 10 Lingor, 11 Mittag, 12 Holl, 13 Minnert, 14 Carlson, 15 Angerer, 16 Pohlers, 17 Hingst, 18 Garefrekes, 19 Omilade, 20 Wimbersky, CT: Theune-Meyer
Campionato d'Europa UEFA 20091 Angerer, 2 Stegemann, 3 Bartusiak, 4 Peter, 5 Krahn, 6 Laudehr, 7 Behringer, 8 Grings, 9 Prinz, 10 Bresonik, 11 Mittag, 12 Holl, 13 Okoyino da Mbabi, 14 Kulig, 15 Fuss, 16 Müller, 17 Hingst, 18 Garefrekes, 19 Bajramaj, 20 Zietz, 21 Weiß, 22 Schmidt, CT: Neid
Campionato d'Europa UEFA 20131 Angerer, 2 Schmidt, 3 Bartusiak, 4 Maier, 5 Krahn, 6 Laudehr, 7 Behringer, 8 Keßler, 9 Lotzen, 10 Marozsán, 11 Mittag, 12 Schult, 13 Okoyino da Mbabi, 14 Linden, 15 Cramer, 16 Leupolz, 17 Henning, 18 Huth, 19 Bajramaj, 20 Goeßling, 21 Benkarth, 22 Wensing, 23 Däbritz, CT: Neid
Campionato d'Europa UEFA 20171 Schult, 2 Henning, 3 Hendrich, 4 Maier, 5 Peter, 6 Demann, 7 Simon, 8 Goeßling, 9 Islacker, 10 Marozsán, 11 Mittag, 12 Benkarth, 13 Däbritz, 14 Blässe, 15 Doorsoun, 16 Dallmann, 17 Kerschowski, 18 Petermann, 19 Huth, 20 Magull, 21 Weiß, 22 Kemme, 23 Kayikçi, CT: Jones
Campionato d'Europa UEFA 20221 Frohms, 2 Kleinherne, 3 Hendrich, 4 Lattwein, 5 Hegering, 6 Oberdorf, 7 Schüller, 8 Lohmann, 9 Huth, 10 Freigang, 11 Popp, 12 Schult, 13 Däbritz, 14 Anyomi, 15 Gwinn, 16 Dallmann, 17 Rauch, 18 Waßmuth, 19 Bühl, 20 Magull, 21 Berger, 22 Brand, 23 Doorsoun, CT: Voss-Tecklenburg
Campionato d'Europa UEFA 20251 Berger, 2 Linder, 3 Hendrich, 4 Knaak, 5 Wamser, 6 Minge, 7 Gwinn, 8 Lohmann, 9 Nüsken, 10 Freigang, 11 Schüller, 12 Johannes, 13 Däbritz, 14 Zicai, 15 Cerci, 16 Dallmann, 17 Kett, 18 Hoffmann, 19 Bühl, 20 Senß, 21 Mahmutovic, 22 Brand, 23 Kleinherne, CT: Wück

### Giochi olimpici
Calcio ai Giochi Olimpici Estivi 19961 Goller, 2 Nardenbach, 3 Austermühl, 4 Stegemann, 5 Fitschen, 6 Pohlmann, 7 Voss, 8 Wiegmann, 9 Mohr, 10 Neid, 11 Brocker, 12 Kraus, 13 Minnert, 14 P. Wunderlich, 15 Prinz, 16 Lingor, 17 T. Wunderlich, 18 Bornschein, 19 Smisek, 20 Francke, CT: Bisanz
Calcio ai Giochi Olimpici Estivi 20001 Rottenberg, 2 Stegemann, 3 Götte, 4 Jones, 5 Fitschen, 6 Meinert, 7 Müller, 8 Brandebusemeyer, 9 Prinz, 10 Wiegmann, 11 Grings, 12 Gottschlich, 13 Minnert, 14 Wunderlich, 15 Hingst, 16 Lingor, 17 Hoffmann, 18 Angerer, CT: Theune-Meyer
Calcio ai Giochi Olimpici Estivi 20041 Rottenberg, 2 Stegemann, 3 Garefrekes, 4 Jones, 5 Günther, 6 Odebrecht, 7 Wunderlich, 8 Wimbersky, 9 Prinz, 10 Lingor, 11 Müller, 12 Omilade, 13 Minnert, 14 Bachor, 15 Fuss, 16 Pohlers, 17 Hingst, 18 Angerer, CT: Theune-Meyer
Calcio ai Giochi Olimpici Estivi 20081 Angerer, 2 Stegemann, 3 Bartusiak, 4 Peter, 5 Krahn, 6 Bresonik, 7 Behringer, 8 Smisek, 9 Prinz, 10 Lingor, 11 Mittag, 12 Holl, 13 Okoyino da Mbabi, 14 Laudehr, 15 Bajramaj, 16 Pohlers, 17 Hingst, 18 Garefrekes, CT: Neid
Calcio ai Giochi Olimpici Estivi 20161 Schult, 2 Henning, 3 Bartusiak, 4 Maier, 5 Krahn, 6 Laudehr, 7 Behringer, 8 Goeßling, 9 Popp, 10 Marozsán, 11 Mittag, 12 Kemme, 13 Däbritz, 14 Peter, 15 Islacker, 16 Leupolz, 17 Kerschowski, 18 Benkarth, 19 Huth, CT: Neid
Calcio ai Giochi Olimpici Estivi 20241 Frohms, 2 Linder, 3 Hendrich, 4 Schulze, 5 Hegering, 6 Minge, 7 Schüller, 8 Lohmann, 9 Nüsken, 10 Freigang, 11 Popp, 12 Berger, 13 Doorsoun, 14 Senß, 15 Gwinn, 16 Brand, 17 Bühl, 18 Endemann, CT: Hrubesch

## Rosa
Lista delle 23 giocatrici convocate dal selezionatore Christian Wück per il campionato europeo 2025. Presenze e reti aggiornate al momento della convocazione.
| N. | Pos. | Giocatore         | Data nascita (età)          | Pres. | Reti | Squadra               |
| -- | ---- | ----------------- | --------------------------- | ----- | ---- | --------------------- |
| 1  | P    | Ann-Katrin Berger | 9 ottobre 1990 (34 anni)    | 22    | 0    | Gotham                |
| 2  | D    | Sarai Linder      | 26 ottobre 1999 (25 anni)   | 25    | 1    | Wolfsburg             |
| 3  | D    | Kathrin Hendrich  | 6 aprile 1992 (33 anni)     | 83    | 5    | Wolfsburg             |
| 4  | D    | Rebecca Knaak     | 23 giugno 1996 (29 anni)    | 4     | 0    | Manchester City       |
| 5  | D    | Carlotta Wamser   | 1º novembre 2003 (21 anni)  | 2     | 0    | Eintracht Francoforte |
| 6  | D    | Janina Minge      | 11 giugno 1999 (26 anni)    | 21    | 1    | Wolfsburg             |
| 7  | D    | Giulia Gwinn      | 2 luglio 1999 (26 anni)     | 63    | 14   | Bayern Monaco         |
| 8  | C    | Sydney Lohmann    | 19 giugno 2000 (25 anni)    | 39    | 6    | Bayern Monaco         |
| 9  | C    | Sjoeke Nüsken     | 22 gennaio 2001 (24 anni)   | 45    | 5    | Chelsea               |
| 10 | A    | Laura Freigang    | 1º febbraio 1998 (27 anni)  | 39    | 17   | Eintracht Francoforte |
| 11 | A    | Lea Schüller      | 12 novembre 1997 (27 anni)  | 75    | 52   | Bayern Monaco         |
| 12 | P    | Stina Johannes    | 23 gennaio 2000 (25 anni)   | 3     | 0    | Eintracht Francoforte |
| 13 | C    | Sara Däbritz      | 15 febbraio 1995 (30 anni)  | 108   | 18   | Olympique Lione       |
| 14 | A    | Cora Zicai        | 29 novembre 2004 (20 anni)  | 3     | 2    | Friburgo              |
| 15 | A    | Selina Cerci      | 31 maggio 2000 (25 anni)    | 9     | 5    | Hoffenheim            |
| 16 | C    | Linda Dallmann    | 2 settembre 1994 (30 anni)  | 67    | 14   | Bayern Monaco         |
| 17 | D    | Franziska Kett    | 24 ottobre 2004 (20 anni)   | 3     | 0    | Bayern Monaco         |
| 18 | A    | Giovanna Hoffmann | 20 settembre 1998 (26 anni) | 7     | 3    | RB Lipsia             |
| 19 | A    | Klara Bühl        | 7 dicembre 2000 (24 anni)   | 67    | 28   | Bayern Monaco         |
| 20 | C    | Elisa Senß        | 1º ottobre 1997 (27 anni)   | 21    | 2    | Eintracht Francoforte |
| 21 | P    | Ena Mahmutovic    | 23 dicembre 2003 (21 anni)  | 1     | 0    | Bayern Monaco         |
| 22 | C    | Jule Brand        | 16 ottobre 2002 (22 anni)   | 60    | 9    | Wolfsburg             |
| 23 | D    | Sophia Kleinherne | 12 aprile 2000 (25 anni)    | 34    | 1    | Eintracht Francoforte |

## Record individuali
Dati aggiornati al 3 giugno 2025; in grassetto le calciatrici ancora in attività.

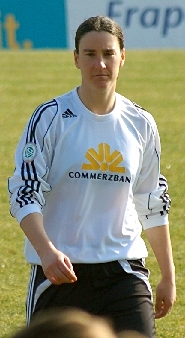
Birgit Prinz, primatista sia di presenze sia di reti nella nazionale tedesca.

La calciatrice Birgit Prinz, votata per tre volte la migliore calciatore del mondo (2003, 2004 e 2005), detiene il record di presenze e reti segnate nella sua nazionale e il record di reti segnate nella storia del campionato mondiale.
| #  | Giocatore         | Periodo   | Pres. | Reti |
| -- | ----------------- | --------- | ----- | ---- |
| 1  | Birgit Prinz      | 1994-2011 | 214   | 128  |
| 2  | Kerstin Stegemann | 1995-2009 | 191   | 8    |
| 3  | Ariane Hingst     | 1996-2011 | 174   | 10   |
| 4  | Anja Mittag       | 2004-2017 | 158   | 50   |
| 5  | Bettina Wiegmann  | 1989-2003 | 154   | 51   |
| 6  | Renate Lingor     | 1995-2008 | 149   | 35   |
| 7  | Sandra Minnert    | 1992-2007 | 147   | 16   |
| 8  | Nadine Angerer    | 1996-2015 | 146   | 0    |
| 9  | Alexandra Popp    | 2010-2024 | 145   | 67   |
| 10 | Doris Fitschen    | 1986-2001 | 144   | 16   |

| #  | Giocatore          | Periodo   | Reti | Pres. | Reti/pr. |
| -- | ------------------ | --------- | ---- | ----- | -------- |
| 1  | Birgit Prinz       | 1994-2011 | 128  | 214   | 0,6      |
| 2  | Heidi Mohr         | 1986-1996 | 83   | 104   | 0,8      |
| 3  | Alexandra Popp     | 2010-2024 | 67   | 145   | 0,46     |
| 4  | Inka Grings        | 1996-2012 | 64   | 96    | 0,67     |
| 5  | Célia Šašić        | 2005-2015 | 63   | 111   | 0,57     |
| 6  | Lea Schüller       | 2017-     | 52   | 75    | 0,69     |
| 7  | Bettina Wiegmann   | 1989-2003 | 51   | 154   | 0,33     |
| 8  | Anja Mittag        | 2004-2017 | 50   | 158   | 0,32     |
| 9  | Silvia Neid        | 1982-1996 | 48   | 111   | 0,43     |
| 10 | Kerstin Garefrekes | 2001-2011 | 43   | 130   | 0,33     |

## Curiosità
- A differenza di alcune nazionali femminili, come quella italiana (che ha sullo stemma le 4 stelle dei mondiali vinti dalla nazionale maschile, pur non essendo mai stata campione del mondo femminile), la nazionale tedesca ha sulla maglia esclusivamente il numero di stelle dei mondiali femminili vinti, così come le altre nazionali che hanno vinto finora la competizione.